# Vänersborgs station
Vänersborgs station ligger vid Älvsborgsbanan. Stationen ligger omkring 500 meter sydsydväst om Stora Torget.
Stationen har också en bussterminal. I Vänersborgs tätort finns ytterligare en station, Öxnered, och i kommunen ytterligare en, Vargön.
Bussterminalen har regionbussavgångar mot Mellerud och Ed och ett fåtal avgångar till ett antal ytterligare orter i kommunen och omgivande kommuner. Det går också stadsbussar därifrån i stadsbussnätet, vilket täcker både Vänersborg och Trollhättan.

## Historik
Stationen öppnades den 17 oktober 1866. Stationsbyggnaden byggdes i slutet av 1800-talet och ritades av Claes Adelsköld.
Godstrafiken upphörde den 27 maj 1990.
Under en kort period, 29 maj 1988–27 maj 1990, hette stationen Vänersborg Central, samtidigt som Öxnered station hette Vänersborg Västra.